# Pravutina
Pravutina falu Horvátországban, a Károlyváros megyében. Közigazgatásilag  Žakanjéhoz tartozik.

## Fekvése
Károlyvárostól 24 km-re északnyugatra, községközpontjától 4 km-re délnyugatra, a Kulpa bal partján, szlovén határ mellett fekszik.

## Története
1857-ben 446, 1910-ben 405 lakosa volt. A trianoni békeszerződésig Zágráb vármegye Károlyvárosi járásához tartozott. 2011-ben 215-en lakták.

## Lakosság
| Lakosság változása | Lakosság változása | Lakosság változása | Lakosság változása | Lakosság változása | Lakosság változása | Lakosság változása | Lakosság változása | Lakosság változása | Lakosság változása | Lakosság változása | Lakosság változása | Lakosság változása | Lakosság változása | Lakosság változása | Lakosság változása |
| ------------------ | ------------------ | ------------------ | ------------------ | ------------------ | ------------------ | ------------------ | ------------------ | ------------------ | ------------------ | ------------------ | ------------------ | ------------------ | ------------------ | ------------------ | ------------------ |
| 1857               | 1869               | 1880               | 1890               | 1900               | 1910               | 1921               | 1931               | 1948               | 1953               | 1961               | 1971               | 1981               | 1991               | 2001               | 2011               |
| 446                | 452                | 440                | 407                | 437                | 405                | 405                | 442                | 394                | 385                | 392                | 386                | 279                | 319                | 243                | 215                |

## Nevezetességei
- Szent Léránd tiszteletére szentelt kápolnája a 20. század elején épült.
- Közúti határátkelőhely Szlovénia (Krasinec) felé.